# ليزا مورغان
ليزا مورغان (بالإنجليزية: Lisa Morgan)‏ هي مسيرة أعمال بريطانية، ولدت في 28 مايو 1970.